# Компса
Компса (итал. Compsa, греч. Κῶμψα, современное название Конца-делла-Кампания) — руины древнего города племени гирпинов, располагаются у истоков реки Авфид, на границе Лукании и недалеко от границы с Апулией, на высоте 609 м над уровнем моря.

## История
Город был сдан Ганнибалу в 216 году до н. э. после поражения в битве при Каннах, но через два года был возвращён. Вероятно, он был занят Суллой в 89 году до н. э. и был местом смерти Тита Анния Милона в 48 году до н. э.
Во времена Римской Империи, согласно найденным надписям, это был муниципий, но он находился вдали от основных дорог.
В 555 году в Компсе произошла капитуляция 7000 готов, союзников разбитых алеманнов, которым удалось спастись от римского войска, и они укрепились в замке Компса, где под предводительством гунна Рагнариса оказывали упорное сопротивление, пока, наконец, не сдались Нарсесу.
В 570 году город был разграблен лангобардами и впоследствии присоединён к княжеству Салерно.
Руины древнего города вновь стали исследоваться после разрушения современного города во время землетрясения в Ирпинии 1980 года.

## Известные жители
- Иоанн Компсин
- Марк Умбрий Прим